# تیم آگابا
تیم آگابا (انگلیسی: Tim Agaba؛ زادهٔ ۲۳ ژوئیهٔ ۱۹۸۹) بازیکن راگبی ۱۵ نفره اهل آفریقای جنوبی است.
وی در مسابقات کشوری و بین‌المللی در مجموع برندهٔ ۱ مدال برنز شده‌است.